# Yusuke Shimada
Yusuke Shimada (Saitama, 19 januari 1982) is een Japans voetballer.

## Carrière
Yusuke Shimada speelde tussen 2000 en 2011 voor Omiya Ardija, Thespa Kusatsu, Sagan Tosu en Tokushima Vortis. Hij tekende in 2012 bij Gangwon FC.